# Huis der Wijsheid

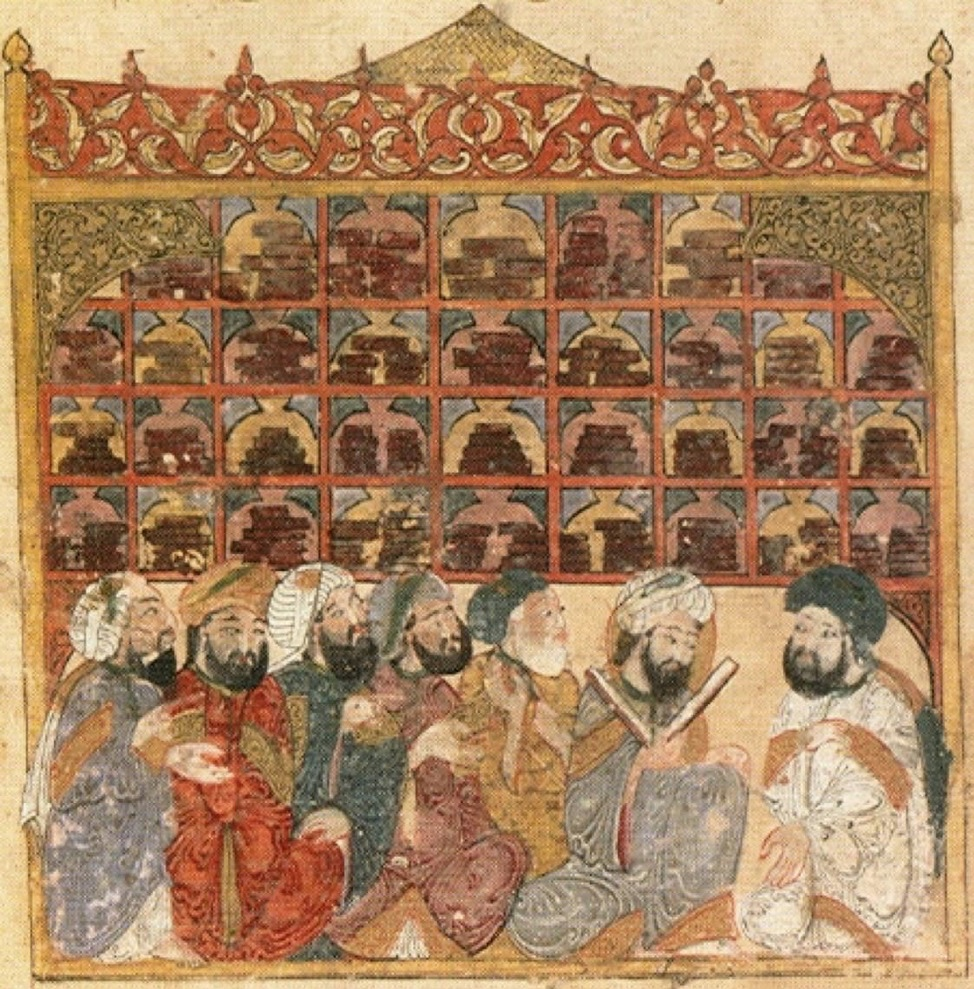
Abbasidische wetenschappers. Afbeelding uit 1237.

Het Huis der Wijsheid (Arabisch: بيت الحكمة; Bayt al-Hikma) was een academie voor onderzoek en onderwijs in het vroeg-Islamitische Bagdad. Het huis werd gesticht door kalief Haroen ar-Rashid als zijn bibliotheek en kalief Al-Ma'mun stelde het open in 825 of 830 voor meerdere wetenschappers en filosofen. Dit Huis der Wijsheid kreeg later diverse navolgingen.
Het Huis der Wijsheid was vermoedelijk geïnspireerd op de Iraanse Academie van Gondesjapoer, een Sassanidisch centrum van wetenschappen.
Het Huis zette de vertalingsbeweging in gang waarbij vertalingen werden gemaakt van werken van de klassieke Griekse filosofen en wiskundigen en later ook werken uit Perzië en India. Veel van deze vertalingen werden gemaakt door christenen en joden. Een bekende vertaler was Hunayn ibn Ishaq.
Naast het maken van vertalingen werden er ook wiskunde, astronomie en astrologie (toen nog als één vakgebied gezien), geneeskunde en natuurkunde bedreven.
Diverse wetenschappers werkten in het Huis der Wijsheid. Thabit ibn Qurra en Al-Chwarizmi waren twee wiskundigen en astronomen die er werkten. Een bekende filosoof die werkte in het Huis was al-Kindi.
Ook de taalkundige Sibawayh (ca. 760 - 793), die de eerste grammatica van het Arabisch opstelde, werkte vanuit het Huis der Wijsheid.
Onder het puriteinse bestuur van kalief Al-Moetawakkil (9e eeuw) werd het Huis gesloten en verdere wetenschappelijke initiatieven vonden verspreid plaats.